# Shake It Up: Made In Japan (EP)
Shake It Up: Made in Japan es el primer EP que se utilizó como banda sonora en el episodio "Made in Japan" en Shake It Up serie original de Disney Channel.

## Sencillos
El primer sencillo fue «Fashion Is My Kryptonite» interpretado por Bella Thorne y Zendaya fue lanzado el 20 de julio de 2012.

## Listado de la pista
| Shake It Up: Made In Japan |                                                     |                                                               |             |          |  |
| N.º                        | Título                                              | Escritor(es)                                                  | Produced by | Duración |  |
| 1.                         | «Fashion Is My Kryptonite» (Bella Thorne & Zendaya) | Ben Charles                                                   | Charles     | 02:44    |  |
| 2.                         | «The Same Heart» (Bella Thorne & Zendaya)           | Toby Gad, Lindy Robbins                                       |             | 03:35    |  |
| 3.                         | «Made In Japan» (Bella Thorne & Zendaya)            | Niclas Molinder, Joacim Persson, Johan Alkenas, Charlie Mason |             | 02:56    |  |
| 4.                         | «Fashion Is My Kryptonite» (iTunes Exclusive Remix) | Ben Charles                                                   |             | 02:44    |  |
| 12:00                      |                                                     |                                                               |             |          |  |

## Fashion Is My Kryptonite
La canción fue lanzada el 20 de julio de 2012 en Radio Disney.